# Coupe de Suède de football 1991
La coupe de Suède de football 1991 est la 37e édition de la coupe de Suède de football, organisée par la Fédération suédoise de football. C'est la première fois depuis 1967 qu'elle est entièrement disputée sur une seule année, d'avril à novembre, au lieu d'être à cheval sur deux années ; les premiers matches de cette coupe-ci sont d'ailleurs disputés avant les derniers de la coupe 1990-1991. La compétition retrouve son calendrier antérieur dès l'édition suivante, disputée en 1992-1993.
L'IFK Göteborg remporte sa quatrième coupe en battant en finale l'AIK Solna grâce à un but en or.

## Phase finale
|  | Quarts de finale            | Quarts de finale          |              |       | Demi-finales           | Demi-finales           |  |  | Finale                 | Finale                 |
|  | Quarts de finale            | Quarts de finale          |              |       | Demi-finales           | Demi-finales           |  |  | Finale                 | Finale                 |
|  |                             |                           |              |       |                        |                        |  |  |                        |                        |
|  | 28 août 1991, Norrköping    | 28 août 1991, Norrköping  |              |       | 23 octobre 1991, Luleå | 23 octobre 1991, Luleå |  |  | 2 novembre 1991, Solna | 2 novembre 1991, Solna |
|  | 28 août 1991, Norrköping    | 28 août 1991, Norrköping  |              |       | 23 octobre 1991, Luleå | 23 octobre 1991, Luleå |  |  | 2 novembre 1991, Solna | 2 novembre 1991, Solna |
|  | IFK Norrköping              | 0                         |              |       | 23 octobre 1991, Luleå | 23 octobre 1991, Luleå |  |  | 2 novembre 1991, Solna | 2 novembre 1991, Solna |
|  | IFK Norrköping              | 0                         |              |       | 23 octobre 1991, Luleå | 23 octobre 1991, Luleå |  |  | 2 novembre 1991, Solna | 2 novembre 1991, Solna |
|  | AIK Solna                   | 1                         |              |       | 23 octobre 1991, Luleå | 23 octobre 1991, Luleå |  |  | 2 novembre 1991, Solna | 2 novembre 1991, Solna |
|  | AIK Solna                   | 1                         | IFK Luleå    | 0     |                        |                        |  |  | 2 novembre 1991, Solna | 2 novembre 1991, Solna |
|  | 25 septembre 1991, Luleå    |                           | IFK Luleå    | 0     |                        |                        |  |  | 2 novembre 1991, Solna | 2 novembre 1991, Solna |
|  |                             | AIK Solna                 | 5            |       |                        |                        |  |  | 2 novembre 1991, Solna | 2 novembre 1991, Solna |
|  | IFK Luleå                   | AIK Solna                 | 5            | 1     |                        |                        |  |  | 2 novembre 1991, Solna | 2 novembre 1991, Solna |
|  | IFK Luleå                   |                           |              | 1     |                        |                        |  |  | 2 novembre 1991, Solna | 2 novembre 1991, Solna |
|  | Väsby IK                    | 0                         |              |       |                        |                        |  |  | 2 novembre 1991, Solna | 2 novembre 1991, Solna |
|  | Väsby IK                    | 0                         | AIK Solna    | 2     |                        |                        |  |  |                        |                        |
|  | 4 septembre 1991, Myresjö   |                           | AIK Solna    | 2     |                        |                        |  |  |                        |                        |
|  |                             | IFK Göteborg              | 3            |       |                        |                        |  |  |                        |                        |
|  | Myresjö IF                  | IFK Göteborg              | 3            | 2 (4) |                        |                        |  |  |                        |                        |
|  | Myresjö IF                  | 30 octobre 1991, Göteborg |              | 2 (4) |                        |                        |  |  |                        |                        |
|  | GIF Sundsvall               | 2 (3)                     |              |       |                        |                        |  |  |                        |                        |
|  | GIF Sundsvall               | 2 (3)                     | IFK Göteborg | 5     |                        |                        |  |  |                        |                        |
|  | 11 septembre 1991, Göteborg |                           | IFK Göteborg | 5     |                        |                        |  |  |                        |                        |
|  |                             | Myresjö IF                | 0            |       |                        |                        |  |  |                        |                        |
|  | BK Häcken                   | Myresjö IF                | 0            | 0     |                        |                        |  |  |                        |                        |
|  | BK Häcken                   |                           |              | 0     |                        |                        |  |  |                        |                        |
|  | IFK Göteborg                | 2                         |              |       |                        |                        |  |  |                        |                        |
|  | IFK Göteborg                | 2                         |              |       |                        |                        |  |  |                        |                        |

### Quarts de finale
| Date et lieu                | Équipe 1            | Score                | Équipe 2           | Affluence |
| --------------------------- | ------------------- | -------------------- | ------------------ | --------- |
| 28 août 1991, Norrköping    | IFK Norrköping (D1) | 0 – 1                | AIK Solna (D1)     | 2 609     |
| 4 septembre 1991, Myresjö   | Myresjö IF (D2)     | 2 – 2 4 – 3 t. a. b. | GIF Sundsvall (D1) | 1 581     |
| 11 septembre 1991, Göteborg | BK Häcken (D2)      | 0 – 5                | IFK Göteborg (D1)  | 3 854     |
| 25 septembre 1991, Luleå    | IFK Luleå (D2)      | 1 – 0 b. e. o.       | Väsby IK (D2)      | 1 113     |

### Demi-finales
| Date et lieu              | Équipe 1          | Score | Équipe 2        | Affluence |
| ------------------------- | ----------------- | ----- | --------------- | --------- |
| 23 octobre 1991, Luleå    | IFK Luleå (D2)    | 0 – 1 | AIK Solna (D1)  | 2 918     |
| 30 octobre 1991, Göteborg | IFK Göteborg (D1) | 5 – 0 | Myresjö IF (D2) | 1 057     |

### Finale
| Date et lieu           | Équipe 1       | Score          | Équipe 2          | Affluence |
| ---------------------- | -------------- | -------------- | ----------------- | --------- |
| 2 novembre 1991, Solna | AIK Solna (D1) | 2 – 3 b. e. o. | IFK Göteborg (D1) | 2 151     |